# Notre Dame de Béquerel (bateau)
Pour les articles homonymes, voir Notre Dame de Béquerel.
Le Notre-Dame de Béquerel est une réplique de Forban du Bono immatriculé  « A 2246 », chaloupe servant pour la pêche au chalut à perche. C'est un modèle unique des bateaux de pêche traditionnelle du Bono, le chalutier à perche du début du XXe siècle.
Ce bateau a été réalisé en 1992 par l'AFPA d'Auray sous la maîtrise du Chantier du Guip à l'Île-aux-Moines dans le cadre des constructions de bateaux traditionnels pour le concours des « Bateaux des Côtes de France » par la revue du Chasse-Marée.
Il a obtenu le label BIP (Bateau d'intérêt patrimonial)de la Fondation du patrimoine maritime et fluvial. 
Son immatriculation est « A 1912 » (quartier maritime d’Auray). Son port d'attache habituel est Le Bono.

## Histoire
Cette réplique a été construite sur le modèle d'un des 97 forbans qui furent réalisés et qui était immatriculé « A 2246 ». Il fut lancé en 1910 du chantier Querrien du Bono pour le patron-pêcheur Philippe Guingo.
C'est une chaloupe non pontée à 2 mâts, en pin Douglas, de type aurique avec voile au tiers. Sa voilure de 103 m² est composée d'un taillevent ou grand-voile, d'une misaine et d'un foc.
Il est la propriété de l'association « Le Forban du Bono », créée en 1989, pour redonner vie au patrimoine maritime du golfe du Morbihan et de ses méthodes de pêche traditionnelle en baie de Quiberon.